# Delphinium caseyi
Delphinium caseyi є квітковою рослиною родини Ranunculaceae. Популяція оцінюється приблизно в 100 особин, що призводить до того, що цей вид отримує статус під критичною загрозою зникнення.

## Опис
Delphinium caseyi — багаторічна трав'яниста рослина з прямовисним типом росту. Він може досягати висоти 85 см. Володіє товстим дерев'янистим кореневищем. Прикореневе листя з’являється від основи стебла, а черешки можуть досягати 20 см в довжину. У період з травня по червень рослини виробляють довге і тонке стебло, на якому розміщується десяток або більше квіток. Квітки мають довгі шпорці та волохаті пелюстки, які утворюють щільне суцвіття. Період цвітіння триває з червня по липень. Як і всі види роду Delphinium, Delphinium caseyi токсичний.

## Поширення і середовище проживання
Delphinium caseyi є ендеміком Кіпру, де він приурочений лише до гірського хребта Кіренія, де він був зареєстрований у двох місцях, одному біля замку Св. Іларіона, а іншому на піку гори Селвілі. Delphinium caseyi росте в тріщинах вапнякових скель, на скелях і гірських вершинах. Він також буде рости в гірських чагарникових місцях існування. Цей вид зустрічається на висоті від 800 до 950 метрів над рівнем моря.